# Аугуст Блом
Аугуст Блом (дан. August Blom; нар. 26 грудня 1869, Копенгаген, Данія — пом. 10 січня 1947, там же) — данський кінорежисер, лідер виробництва та піонер німого кіно періоду «золотої добиу» данського кінематографу з 1910 по 1914 рік.

## Біографія
Аугуст Блом народився 26 грудня 1869 року в Копенгагені, Данія. Починав свою творчу кар'єру у 1893 році як актор в Кольдингу, а з 1907 по 1910 роки грав в Народному театрі Копенгагена. У ці роки він почав зніматися у стрічках кінокомпанії Nordisk Film, у тому числі в серіях про Шерлока Холмса в постановці Вігго Ларсена.
У 1910 році Блом дебютував як режисер, поставивши свій перший фільм «Бурі життя». Великий успіх мала сенсаційна стрічка Блома «Торгівля білими рабинями» — практично покадровий ремейк однойменного фільму, випущеного кількома місяцями раніше іншою данською кіностудією «Фоторама». У 1911 році Аугуст Блом замінив Вігго Ларсена на посту художнього директора студії Nordisk Film.
У роки «золотої доби» данського кіно (1910—1914) Блом зняв на Nordisk Film 78 фільмів. Всього для студії він поставив понад сто фільмів, увійшовши до історії данського кіно як найпродуктивніший постановник. Блом неодноразово звертався до екранізацій творів данських та іноземних письменників — «Гамлет», «Робінзон Крузо» (обидва 1910), «Революційне весілля» (1915, за п'єсою Софуса Міхаеліса), «Пастор із Вейблю» (1920). Особливо були популярними поставлені Бломом салонні мелодрами, що іноді повторювали сюжети бульварних романів із життя заможних верств — «Остання жертва торговців білими рабинями» (1910), «Балерина», «Право юності» (обидва 1911), «Чорний канцлер» (1912).
У 1913 році Аугуст Блом зняв свій найзнаменитіший фільм-катастрофу — «Атлантика» за романом лауреата Нобелівської премії з літератури Гергарта Гауптмана. Фільм мав приголомшливий світовий успіх і став одним з найяскравіших успіхів не лише режисера, але й усієї данської кіноіндустрії. Іншою визначною постановкою Блома був фільм «Кінець світу» (1915), у якому режисер зобразив події Першої світової війни. Ці фільми характеризуються високим рівнем виконавської культури, новаторською розробкою оформлення і знімання інтер'єру, мальовничими реалістичними масовими сценами.
У 1924 році Аугуст Блом залишив кінематограф. З 1934 по 1947 рік він керував кінотеатром Кінографен (пізніше Брістоль-театр) у Копенгагені.

## Фільмографія (вибіркова)
Режисер
- 1910: Бурі життя / Livets storme
- 1910: Торгівля білими рабинями / Den hvide slavehandel
- 1910: Робінзон Крузо / Robinson Crusoe
- 1910: Шпигун з Токіо / Spionen fra Tokio
- 1910: Доктор Джекілл і містер Хайд / Den skæbnesvangre opfindelse
- 1911: Остання жертва торговців білими рабинями / Den hvide Slavehandels sidste Offer
- 1911: Гамлет / Hamlet
- 1911: Право юності / Ungdommens Ret
- 1911: На порозі в'язниці / Ved Fængslets Port
- 1911: Небезпечний вік / Den farlige Alder
- 1911: Особистий секретар / Privatsekretæren
- 1911: Засліплені любов'ю / Vildledt Elskov
- 1911: Урок / En lektion
- 1911: Балерина / Balletdanserinden
- 1912: Наречена смерті / Dødens brud
- 1912: Дездемона / For aabent Tæppe
- 1912: Чорний канцлер / Den sorte kansler
- 1912: Донька губернатора / Guvernørens datter
- 1913: Влада преси / Pressens Magt
- 1913: Атлантика / Atlantis
- 1914: Гра в кохання / Elskovsleg
- 1914: Ніч кохання / Af elskovs naade
- 1914: За Батьківщину / Pro Patria
- 1915: Революційне весілля / Revolutionsbryllup
- 1916: Донька гріха / Syndens datter
- 1916: Кінець світу / Verdens Undergang
- 1916: Син / Sønnen
- 1917: Самотня жінка / En ensom Kvinde
- 1919: Улюблена дружина магараджі / Maharadjahens yndlingshustru II
- 1919: Честь графині / Grevindens ære
- 1920: Пастор із Вейльбю /
- 1925: Велике серце / Det store hjerte